# John Howard
John Winston Howard (n. 26 iulie 1939) este un politician australian și fost prim-ministru a Australiei din 1996 până în 2007. Howard face parte din Partidul Liberal, care este în coaliție cu Partidul Național.

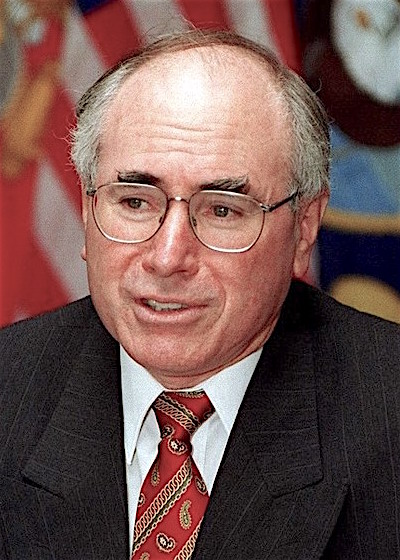
John Howard

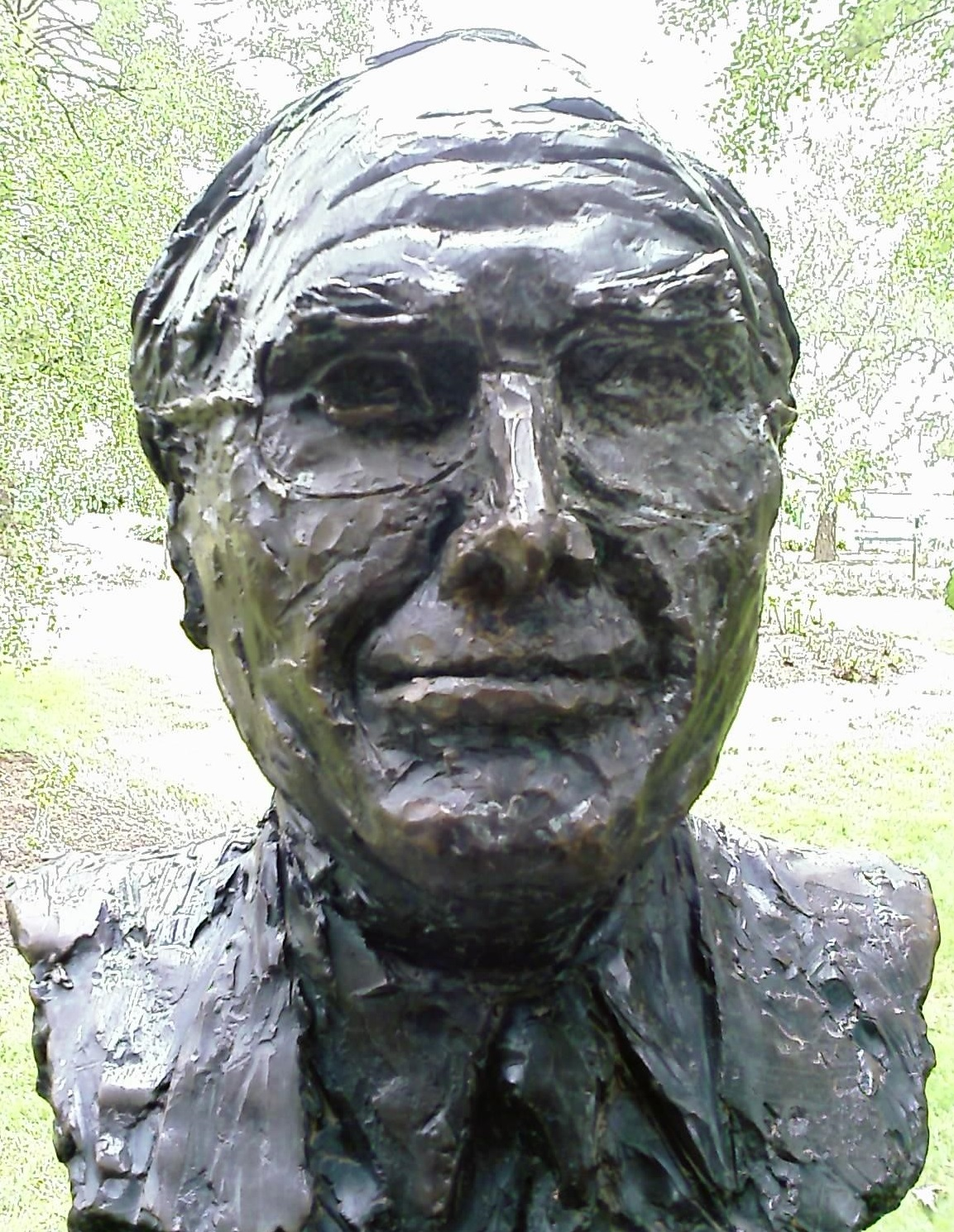
Bustul lui John Howard